# Delta do Amazonas
O delta do Amazonas é um imenso delta formado pelo rio Amazonas no norte da América do Sul, que recebe as águas do rio Tocantins (por meio do canal distributário rio Pará), que já se pensou antes ser o primeiro grande tributário do Amazonas vindo do oceano Atlântico. Localiza-se nos estados brasileiros do Pará e Amapá englobando o arquipélago do Marajó (cujo maior representante é a ilha de Marajó). A principal cidade nele situada é o município brasileiro de Macapá (junto as cidades de sua região metropolitana).